# Черновицкий масложировой комбинат
Черновицкий масложировой комбинат (укр. Чернівецький олійно-жировий комбінат) — промышленное предприятие в городе Черновцы Черновицкой области Украины.

## История
Масложировой комбинат в городе Черновцы был построен и введён в эксплуатацию в первой половине 1950-х годов в соответствии с пятым пятилетним планом развития народного хозяйства СССР.
В целом, в советское время масложировой комбинат входил в число крупнейших предприятий города.
После провозглашения независимости Украины государственное предприятие было преобразовано в арендное предприятие.
В мае 1995 года Кабинет министров Украины утвердил решение о приватизации комбината. В дальнейшем, арендное предприятие было реорганизовано в открытое акционерное общество. Собственником комбината стала компания "ViOil".
В 2013 году комбинат освоил переработку рапсового масла в полуфабрикат для биотоплива.
2015 год комбинат завершил с чистой прибылью в размере 1,897 млн. гривен.

## Деятельность
Предприятие перерабатывает семена масличных культур, производит жидкие растительные масла (рафинированное подсолнечное масло, сырое соевое масло, сырое горчичное масло, а также техническое и пищевое рапсовое масло). Побочной продукцией является шрот. 
Производственные мощности комбината обеспечивают переработку 500 тонн семян подсолнечника, либо до 270 тонн семян рапса, либо до 220 тонн сои в сутки. Складские мощности обеспечивают возможность хранения до 4700 тонн растительного масла и 1600 тонн шрота.